# Myonycteris relicta
Myonycteris relicta is een vleermuis uit het geslacht Myonycteris die voorkomt in de bossen van het oosten van Kenia en Tanzania en in Zimbabwe bij de grens met Mozambique. Deze soort wordt door sommigen in het geslacht Rousettus geplaatst. M. relicta is de grootste soort van het geslacht. Deze vleermuis heeft grote, simpel gebouwde kiezen. De voorarmlengte bedraagt 65,9 tot 75,1 mm en de schedellengte 35,5 tot 39,2 mm.